# Nierenfleck-Zipfelfalter

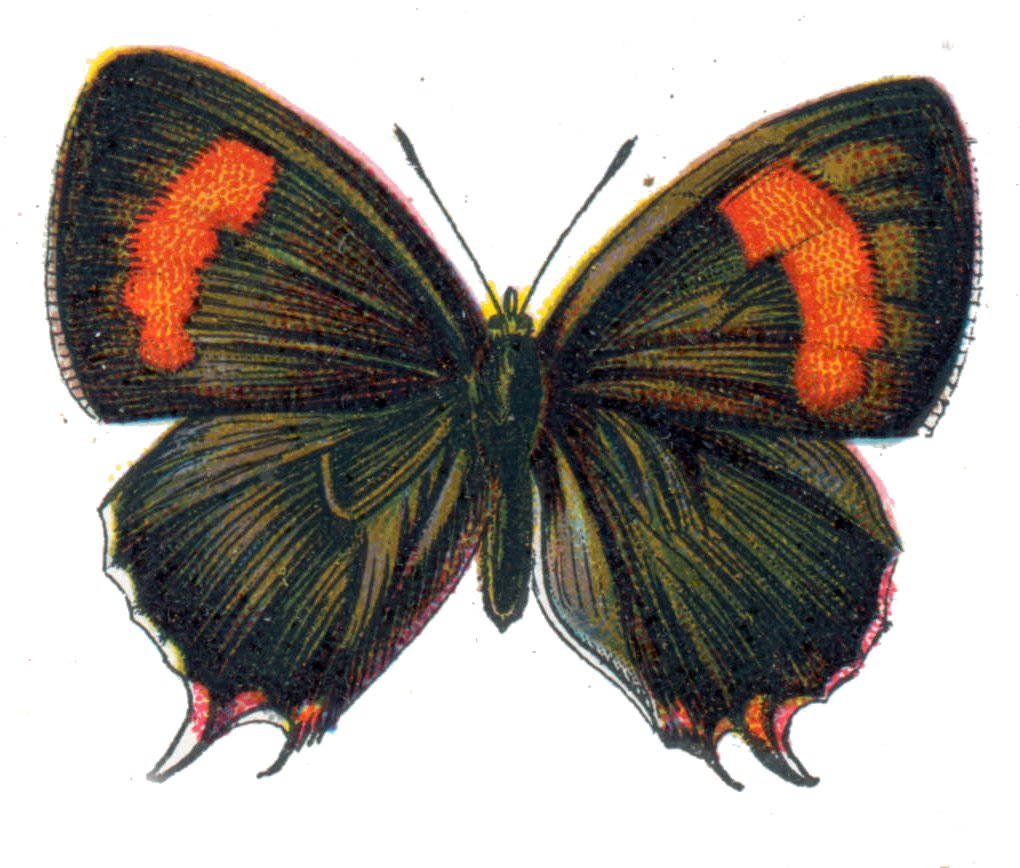
Darstellung eines Weibchens von F. Nemos

Der Nierenfleck-Zipfelfalter (Thecla betulae), auch Birken-Zipfelfalter genannt, ist ein Schmetterling (Tagfalter) aus der Familie der Bläulinge (Lycaenidae). Das Artepitheton leitet sich von Betula, der Pflanzengattung der Birken ab. Diese zählen jedoch nicht zu den Nahrungspflanzen der Raupen.

## Merkmale

### Falter
Die Falter haben eine Flügelspannweite von 30 bis 40 Millimeter. Ihre Flügel sind oberseits dunkelbraun mit orangen Flecken im Analwinkel, die Weibchen tragen zudem die namensgebenden großen nierenförmigen Flecke auf dem Vorderflügel. Auf der  orangebraunen Flügelunterseite befinden sich weiß eingerahmte, säbelzahnförmige, dunkelorangebraune Flecke, die vom Oberrand in Richtung Unterrand zeigen. Eine Submarginalbinde ist nur verwischt und ohne schwarze Punkte gegeben. Der Nierenfleck-Zipfelfalter kann kaum, allenfalls mit anderen Zipfelfaltern verwechselt werden, die Unterschiede sind jedoch eindeutig („Säbelzahnzeichnung“) und lassen einen fotografischen Nachweis zu.

### Raupe
Die Raupen sind hellgrün mit zwei hellen Rücken- und gestrichelten Schrägstreifen.

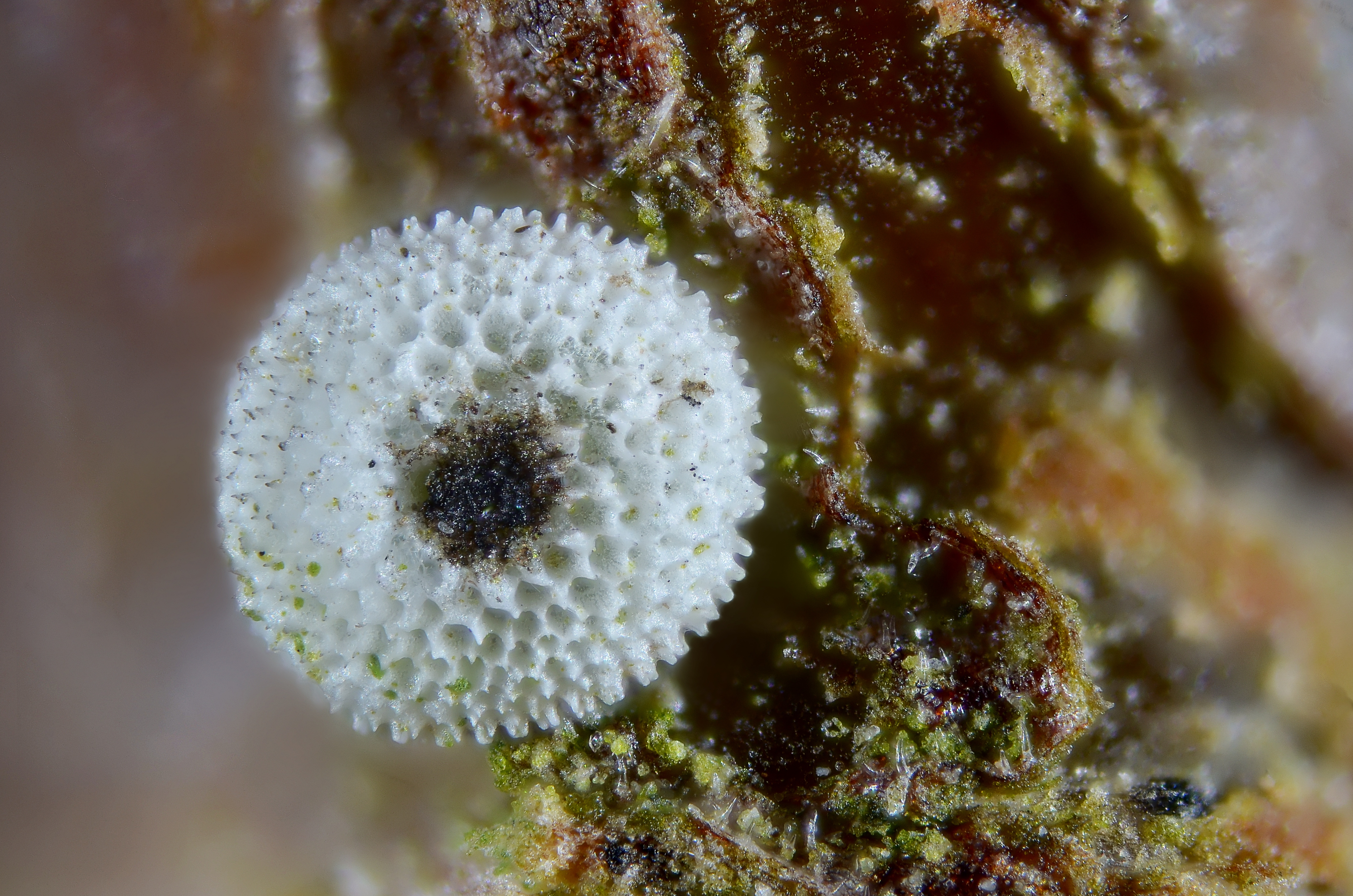
Ei

## Flugzeit
Thecla betulae ist univoltin, d. h., er bringt nur eine Generation hervor, die von Ende Juli bis in den Oktober hinein fliegt.

## Lebensraum
Schlehengebüsch, Laubwaldränder, sogar Obstbäume werden mitunter besiedelt.

## Lebensweise
Wirtspflanzen sind Sträucher aus der Familie der Rosengewächse, vor allem Schlehdorn (Prunus spinosa), Zwetschge (Prunus domestica subsp. domestica) und andere Prunus-Arten. Die Angabe der Birken (Betula) als Wirtspflanzen ist laut Bellmann falsch.
Die auffälligen weißen Eier werden in der Regel einzeln neben den Blütenknospen, neben Blattknospen oder in Zweiggabelungen dünner Zweige der Wirtspflanzen abgelegt. Die Raupen schlüpfen zeitgleich mit dem Erblühen der Fraßpflanzen, kurz vor dem Laubaustrieb und fressen zunächst die Blüten, dabei minieren sie in die noch teilweise geschlossene Knospe hinein. Die älteren Raupen sitzen meist auf der Blattunterseite und sind dort schwer zu entdecken. Wenn sie ihre volle Größe erreicht haben, wandern sie zu Boden und verwandeln sich in der Laubstreu in eine braune Puppe mit dunklen Sprenkeln.
Die Puppe wird nach Tolman und Lewington von der Schwarzen Wegameise (Lasius niger) gepflegt. Die Falter vagabundieren und besuchen mitunter Disteln, Ebert gibt die Falternahrungspflanze als ungeklärt an.

## Verbreitung
Thecla betulae ist paläarktisch verbreitet von Portugal und Irland über das gemäßigte Europa hinweg bis zum Schwarzen Meer. Dann entlang der südlichen Laub- und Nadelwaldzone Sibiriens bis zum Pazifik. Fehlend auf der Krim und den Mittelmeerinseln. In Deutschland weitverbreitet, jedoch im Nordwestdeutschen Tiefland und in Höhenlagen mit dem Ausbleiben der Nahrungspflanzen ausdünnend. Aktuell ist die Art nicht gefährdet. Es gibt aber stellenweise Rückgänge durch Flurbereinigung und Intensivierung der Landwirtschaft durch das Ausbringen von Düngern und Pestiziden.